# BOYS ON THE BEACH (アルバム)
『BOYS ON THE BEACH』（ボーイズ・オン・ザ・ビーチ）は、日本のロックバンドであるTUBEの4枚目のオリジナル・アルバム。
1986年12月1日にCBS・ソニーからリリースされた。前作『THE SEASON IN THE SUN』（1986年）より半年ぶりにリリースされた作品であり、アルバムジャケットはイラストレーターのわたせせいぞうが担当している。
本作は2度目の冬季にリリースされた作品であり、制作陣には作詞家として亜蘭知子および森山進治、長戸秀介のほかにイラストレーションを担当したわたせも1曲参加、作曲家として織田哲郎および長戸大幸、西村麻聡が参加、また前田亘輝による自作曲が1曲、TUBEによる自作曲が2曲収録されている。
アコースティック・ギターを全面的に導入したほかにラブソングではない楽曲を多く収録するなど試行を凝らした過渡期的な作品となっている。本作はオリコンアルバムチャートにおいて最高位第6位となった。

## 背景
3枚目のアルバム『THE SEASON IN THE SUN』（1986年）のLP盤は、オリコンアルバムチャートにおいて最高位第3位の登場週数21回で売り上げ枚数は24.9万枚と大ヒットし、TUBEにとって出世作となった。同作のリリースと前後する形で、TUBEは初のコンサートツアー「夏まで待てない Sea-Side Vibration'86」を同年5月8日の稚内総合文化センター公演から8月18日の鹿児島市民文化ホール公演まで29都市全29公演を実施。当時はTUBEの認知度も低く、ロックバンドのコンサートを観覧するのが初めてという聴衆が多く存在した。また、公演会場は公民館のような場所が多く、さらに客層は子供から老人まで幅広かったために公演中に子供が席を立って走り回ることや音の大きさに驚いた老人が途中で帰ってしまうなど様々なトラブルが発生。初日から12か所目まではすべて北海道での公演となっていたが、道内のラジオ局でのベストテン番組において「シーズン・イン・ザ・サン」がランクインするなど活動が実を結ぶ結果となった。
北海道ツアー終了後、メンバーは本作のレコーディングとツアーを並行して行う多忙な日々を送ることになった。シングル「シーズン・イン・ザ・サン」はランキングを上昇し続け、TBS系音楽番組『ザ・ベストテン』（1978年 - 1989年）においてもランクインし、TUBEの知名度は全国的に広まっていくこととなった。初の野外公演となった8月10日の日比谷野外音楽堂公演では、ホール規模よりも遥かに会場が大きく動員数も多くなることから周囲から集客が見込めないとの不安の声も挙がっており、メンバーも集客できないことを不安視していた側面もあったが、実際には当日は立ち見が出る状態となり、本編が終わった後に聴衆からTUBEコールが巻き起こるなど盛況のまま終了となった。
その後同年秋にリリース予定となっていたシングルのレコーディングが決定し、2枚目のシングル「センチメンタルに首ったけ」（1985年）の売り上げ不振のこともあってメンバーはスタッフとともに楽曲の選定を念入りに行っていた。「シーズン・イン・ザ・サン」のヒットと野外ライブの盛り上がりをどう持続させていくか、そしてさらに上を目指していくために試行錯誤を重ねた結果、アマチュア時代から前田亘輝のバラード歌唱に定評があったことから4枚目のシングルは「BECAUSE I LOVE YOU」に決定された。同曲はオリコンシングルチャートにおいて最高位第13位の登場週数12回で売り上げ枚数は9.1万枚となり、「シーズン・イン・ザ・サン」を超える結果は出せなかった。

## 録音、制作
シングルとしては初のバラードとなった「BECAUSE I LOVE YOU」は、明るい楽曲ばかりをリリースしていたTUBEの「しっとりした一面」を表現する目的でリリースされたが、結果として「シーズン・イン・ザ・サン」の売り上げを超えることは出来なかった。この事により「TUBE＝夏」というイメージがほぼ固定化された状態になり、それまで2枚目のシングル「センチメンタルに首ったけ」の売り上げが伸びなかったのは「タイミングが悪かっただけ」と考えていたメンバーも再考を促される形となった。メンバー自身は季節を問わず全力でレコーディングに取り組んでいたにも拘わらず、夏以外の季節で成功しないことに苦慮するようになっていた。単に季節だけの問題ではないとメンバーは感じてはいたものの、夏限定で活動することには納得できない状態であった。TUBEには「シーズン・イン・ザ・サン」のような16ビートの曲だけでなく、「BECAUSE I LOVE YOU」のようなバラードも持ち味であることを外部に示すつもりであったが、売り上げ不振により前年以上にメンバーは悩み、出口のない迷路にはまり込む状態となった。
そのような中で行われた本作のレコーディングではパーカッショニストの斎藤ノブとギタリストの吉川忠英が参加しており、両名がスタジオを訪れる度に「オマエら、楽しそうでいいな」と述べたことに対して、メンバーは1流のミュージシャンからの発言であることに誇りを感じていたという。両名の言葉は不安を感じていたメンバーの支えとなり、「夏だけなんて言わせないように冬も頑張ろう!」と奮起させた結果、本作はバラードが主体となり歌詞も夏や海をテーマにしたものだけでなく、心情的な内容の歌詞が多く収録されることになった。TUBEは逆境に立たされたことから、それまでとは異なる路線へと着実に転向していくこととなった。

## 音楽性と歌詞
本作は2度目の冬季にリリースされた作品であり、TUBEのテーマである「夏」「海」「音楽」という3本柱は踏襲しているものの、様々な試行が凝らされた過渡期的な作品となっている。一例として、本作には全10曲が収録されているが、その内5曲においてアコースティック・ギターによる演奏が導入されていることが挙げられる。1986年当時はシンセサイザーやミュージックシーケンサーの台頭により、デジタル・テクノロジーによる音楽制作が隆盛を誇っていた時期であったが、TUBEはその時流には乗らずにアナログな楽器である生ギターの音色を全面的に導入している。
書籍『地球音楽ライブラリー チューブ 改訂版』では本作の志向には2つの側面があると指摘し、ひとつは楽曲の根本的なスタイルが弾き語りであるとの姿勢を打ち出していることと、デジタル音が都会的なものとすれば、生楽器の演奏を取り入れることで脱都会宣言を打ち出していることの2点を挙げている。同書には「特定の楽器の音色で特定の志向を表現するという試行に他ならない」と記されている。
歌詞に関しては、「Shine On」および「Dear My Friend」などラブソングの枠から外れるような楽曲も収録されており、同書では「人間賛歌（ライフソング）というジャンルを確立しようとする意気込みや試行がひしひし感じられる」と記している。「Dear My Friend」および「SURFIN' ROAD」は作詞および作曲、編曲がTUBE名義となっており、前作収録曲であった「Right On!」および「サザン・パシフィック」が編曲のみTUBE名義であったことに対して、楽曲制作に関してさらに一歩踏み込んだ姿勢が感じられると同書では指摘している。最終曲である「Last Page」では、過去3作には見られなかった前田による「語り口調のような抑えた表現」のボーカルが収録されているが、これらを踏まえて同書では「TUBEの試行とは挑戦者魂なのだ」と総括している。

## リリース、アートワーク、チャート成績
本作は1986年12月1日にCBS・ソニーからLP、CD、CTの3形態でリリースされた。先行シングルとしてリリースされた「BECAUSE I LOVE YOU」はキリンビール「キリンびん生」のコマーシャルソングとして使用された。5曲目の「Shine On」および10曲目の「Last Page」は、織田哲郎が参加していたバンドであるWHYのカバーとなっている。
ジャケットのイラストはイラストレーターのわたせせいぞうが担当している。当時は週刊誌に毎週4ページの読み切りで連載されていたわたせの漫画『ハートカクテル』（1983年 - 1989年）が人気となっており、後に三上博史および鈴木保奈美主演でテレビドラマ化もされた。1986年のLP初盤には同じイラストのステッカーが付属していた。
本作のLP盤はオリコンアルバムチャートにて最高位第6位の登場週数12回で売り上げ枚数は4.3万枚、CD盤は最高位第9位の登場週数9回で売り上げ枚数は2.7万枚、CT盤は最高位第12位の登場週数15回で売り上げ枚数は2.2万枚となり、総合の売り上げ枚数は9.2万枚となった。本作はその後CD盤のみ1991年7月1日および2003年7月2日に再リリースされている。

## ツアー
本作を受けたコンサートツアーは「TUBE LIVE AROUND CHIKOKU-GENKIN」と題して、本作リリース前の1986年11月14日の浦安市文化会館公演を皮切りに、1987年2月9日の東京厚生年金会館公演まで34都市全35公演が行われた。ツアー前の話し合いでメンバーは「来てくれた人達が楽しんでくれるようなライブにしよう」と意気込みを述べており、レコーディングと違いライブではマニアックな展開も可能であり、メンバー自身が好むアレンジに変更することは簡単であったもののそれだけは絶対にしないことを決定していた。それはアルバムを購入した人々がライブを見て楽しんで帰ってもらうことが次に繋がっていくことであり、シングルヒットがなくともライブを楽しむファンが増えることによって後に結果を出せるとメンバーが判断したためであった。
また同ツアーからTUBEはテーマを掲げることを始めており、「遅刻厳禁」と題された同ツアーでは開演時間が毎度遅れることに疑問を感じていたことから、ツアー名として掲げている通りにすべての会場において開演時間と同時にライブが開始されるようにしていた。同ツアーにおいてメンバーは様々なことを学んでおり、作り手にとって良い曲と聴き手にとって良い曲は異なっているため、メンバーがライブで盛り上がると見込んだ曲が当てが外れて盛り上がらず、その反対にメロディーの出来に不満を抱いていた曲が盛り上がる事などがあったために、後の曲作りに対するヒントを得ることとなった。
またツアー中に事務所代表の長戸大幸から前田および春畑道哉はソロ・アルバムの制作を打診され、両名にとっては願ってもないチャンスであったこと、また中学生の頃から「ギター・アルバムを出す!」と意気込んでいた春畑は即断で了承することになった。しかしTUBEとしての活動が4月以降には開始されることからソロ・アルバムのリリースは2月末になるため、ツアー中にレコーディングを進めるしか方法がない状態となった。レコーディングとツアーの同時進行は東京と地方を何度も往復するハードな内容となったが両名は辛さをものともせず、前田は自身のルーツであるR&Bのカバー曲が収録されたアルバムを、春畑は「シーズン・イン・ザ・サン」とオリジナル曲を収録したアルバムをそれぞれがリリースすることになった。

## 収録曲
- CDブックレットに記載されたクレジットを参照[16]。

| #         | タイトル                        | 作詞           | 作曲               | 編曲      | 時間  |
| --------- | ------------------------------- | -------------- | ------------------ | --------- | ----- |
| 1.        | 「BOYS ON THE BEACH」           | 亜蘭知子       | 織田哲郎           | 織田哲郎  | 4:53  |
| 2.        | 「BECAUSE I LOVE YOU」          | 亜蘭知子       | 長戸大幸、西村麻聡 | 長戸大幸  | 4:44  |
| 3.        | 「CATCH THE SEA WIND」          | 森山進治       | 織田哲郎           | 織田哲郎  | 4:22  |
| 4.        | 「MORNING CALL FROM THE BEACH」 | わたせせいぞう | TUBE               | TUBE      | 4:26  |
| 5.        | 「Shine On」                    | 長戸秀介       | 織田哲郎           | TUBE      | 4:37  |
| 合計時間: | 合計時間:                       | 合計時間:      | 合計時間:          | 合計時間: | 23:02 |

| #         | タイトル                                   | 作詞      | 作曲      | 編曲      | 時間  |
| --------- | ------------------------------------------ | --------- | --------- | --------- | ----- |
| 6.        | 「Dear My Friend」                         | TUBE      | TUBE      | TUBE      | 4:07  |
| 7.        | 「SAY GOOD BYE TONITE」                    | 松川優秘  | 西村麻聡  | 西村麻聡  | 4:52  |
| 8.        | 「SURFIN' ROAD」                           | TUBE      | TUBE      | TUBE      | 4:21  |
| 9.        | 「GOOD NITE, BABY」(extra remixed version) | 前田亘輝  | 前田亘輝  | 前田亘輝  | 4:54  |
| 10.       | 「Last Page」                              | 長戸秀介  | 織田哲郎  | TUBE      | 4:32  |
| 合計時間: | 合計時間:                                  | 合計時間: | 合計時間: | 合計時間: | 22:46 |

## スタッフ・クレジット
- CDブックレットに記載されたクレジットを参照[17]。

### TUBE
- 前田亘輝 – リード・ボーカル、ギター
- 春畑道哉 – ギター、キーボード、バックグラウンド・ボーカル
- 角野秀行 – ベース、バックグラウンド・ボーカル
- 松本玲二 – ドラムス、バックグラウンド・ボーカル

### スタッフ
- 長戸大幸 – プロデューサー
- 小松久 – ディレクター
- 渡部良 – ディレクター
- 酒井政利 – エグゼクティブ・プロデューサー
- 菅原潤一 – エグゼクティブ・プロデューサー
- 坂本充弘 – レコーディング・エンジニア
- 相原雅之 – レコーディング・エンジニア
- 市原克己 – レコーディング・エンジニア
- 野村昌之 – レコーディング・エンジニア
- 伊藤宏樹 – アシスタント・エンジニア
- 島田勝弘 – アシスタント・エンジニア
- あおきひろかず – アシスタント・エンジニア
- 富田哲郎 – マスタリング・エンジニア
- 仁張明男 – アート・ディレクション、デザイン
- 坂井智明 – デザイン
- わたせせいぞう – イラストレーション
- 山内順仁 – 写真撮影
- 竹迫謙一 – ヘアー・メイク・アップ
- 十川ヒロコ – スタイリスト
- 前田のぶこ – スペシャル・サンクス
- つちだしゅうじ – スペシャル・サンクス
- 矢口一朗 – スペシャル・サンクス
- 伊藤一義 – スペシャル・サンクス
- 吉川忠英 – スペシャル・サンクス
- 斉藤ノヴ – スペシャル・サンクス
- 中島正雄 – スペシャル・サンクス
- フェルナンデス – スペシャル・サンクス
- Miss Tanno（ヤマハ渋谷） – スペシャル・サンクス

## リリース日一覧
| No. | リリース日    | レーベル                                     | 規格   | カタログ番号 | 最高順位 | 備考                   | 出典          |
| --- | ------------- | -------------------------------------------- | ------ | ------------ | -------- | ---------------------- | ------------- |
| 1   | 1986年12月1日 | CBS・ソニー                                  | LP     | 28AH-2125    | 6位      |                        | [ 18 ]        |
| 2   | 1986年12月1日 | CBS・ソニー                                  | CD     | 32DH-576     | 9位      |                        |               |
| 3   | 1986年12月1日 | CBS・ソニー                                  | CT     | 28KH-2048    | 12位     |                        | [ 18 ]        |
| 4   | 1991年7月1日  | ソニー・ミュージックレコーズ                 | CD     | SRCL-2012    | -        |                        | [ 19 ] [ 20 ] |
| 5   | 2003年7月2日  | ソニー・ミュージックアソシエイテッドレコーズ | CD     | AICL-1453    | -        |                        | [ 21 ] [ 22 ] |
| 6   | 2012年11月7日 | ソニー・ミュージックレーベルズ               | AAC-LC | -            | -        | デジタル・ダウンロード | [ 23 ]        |